# Up All Night (One Direction)
| Recensione | Giudizio |
| ---------- | -------- |
| AllMusic   |          |

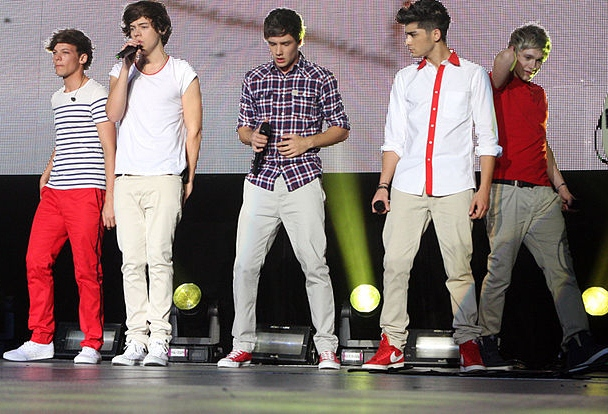
Gli One Direction in concerto a Sydney nel 2012

Up All Night è il primo album in studio del gruppo musicale britannico One Direction, pubblicato nel novembre 2011 in Irlanda e nel Regno Unito attraverso la Syco e il 13 marzo 2012 nel Nord America attraverso la Columbia Records.

## Registrazione
Nel 2010 Louis Tomlinson, Harry Styles, Liam Payne, Zayn Malik e Niall Horan fecero le audizioni per la settima edizione di X Factor. Dopo il suggerimento del giudice Nicole Scherzinger, furono uniti nel gruppo One Direction e passarono alla categoria "Gruppi". Arrivarono al terzo posto, dopo Matt Cardle (primo posto) e Rebecca Ferguson (secondo posto). Nel gennaio 2011 ottennero un contratto discografico da 2 milioni di sterline con la compagnia di Simon Cowell, la Syco. Harry Styles, al riguardo ha espresso le seguenti parole: 
Dopo il tour di X Factor cominciarono a registrare l'album, a Londra, Los Angeles e Stoccolma. Le 13 canzoni (15 nelle edizioni Deluxe) sono state realizzate con la collaborazione di Savan Kotecha, Rami Yacoub, RedOne, Jamie Scott, Ed Sheeran, Steve Mac, Toby Gad e Carl Falk. Il gruppo ha cominciato a registrare quest'album all'inizio del 2011, dopo la finale della settima stagione di The X Factor. Il gruppo apparì nel programma televisivo Alan Titchmarsh Show il 4 aprile 2011 dove Malik confermò l'uscita del primo singolo, What Makes You Beautiful, per giugno, poi agosto ed infine settembre.
Gli argomenti trattati riguardano principalmente l'amore. What Makes You Beautiful ha vinto il BRIT Award nel 2012 come miglior singolo britannico. Up All Night ha debuttato al secondo posto nella Official Albums Chart, vendendo 138,163 copie, ed è diventato l'album di debutto venduto più velocemente nella classifica del Regno Unito del 2011. Uscito a novembre, Up All Night è diventato il terzo album di debutto più venduto e sedicesimo nella classifica degli album degli UK nel 2011, con 468,000 copie vendute. Negli Stati Uniti, l'album è entrato primo nella classifica Billboard 200, vendendo 176,000 copie solo nella prima settimana, che ha reso i One Direction il primo gruppo britannico di tutta la storia a realizzare questa impresa con l'album di debutto. L'album è arrivato primo in altre 15 stati nel mondo.

## Tracce
1. What Makes You Beautiful – 3:18 (Rami, Carl Falk, Savan Kotecha)
2. Gotta Be You – 4:04 (Steve Mac, August Rigo)
3. One Thing – 3:17 (Rami, Carl Falk, Savan Kotecha)
4. More than This – 3:48 (Jamie Scott)
5. Up All Night – 3:14 (Savan Kotecha, Matt Squire)
6. I Wish – 3:36 (Rami, Carl Falk, Savan Kotecha)
7. Tell Me a Lie – 3:18 (Kelly Clarkson, Tom Meredith, Shep Solomon)
8. Taken – 3:57 (Toby Gad, Lindy Robbins, Harry Styles, Liam Payne, Louis Tomlinson, Niall Horan, Zain Malik)
9. I Want – 2:53 (Tom Fletcher)
10. Everything About You – 3:37 (Steve Robson, Wayne Hector, Harry Styles, Liam Payne, Louis Tomlinson, Niall Horan, Zain Malik)
11. Same Mistakes – 3:38 (Steve Robson, Wayne Hector, Harry Styles, Liam Payne, Louis Tomlinson, Niall Horan, Zain Malik)
12. Save You Tonight – 3:25 (RedOne, BeatGeek, Jimmy Joker, Teddy Sky, Al Junior, Alaina Beaton, Savan Kotecha)
13. Stole My Heart – 3:25 (Jamie Scott, Paul Meehan)

Tracce bonus nella Yearbook Edition
1. Stand Up – 2:54 (Roy Stride, Josh Wilkinson)
2. Moments – 4:22 (Ed Sheeran, Si Hulbert)

Tracce bonus nell'edizione italiana
1. Another World – 3:25 (RedOne, Eric Sanicola, Teddy Sky, Geo Slam, Al Junior, Bilal The Chef)
2. Na Na Na – 3:09 (Iain James, James Murray, Mustapha Omer, Matt Squire, Savan Kotecha)

## Classifiche

### Classifiche settimanali
| Classifica (2011-2012) | Posizione massima |
| ---------------------- | ----------------- |
| Australia              | 1                 |
| Austria                | 18                |
| Belgio (Fiandre)       | 7                 |
| Belgio (Vallonia)      | 27                |
| Canada                 | 1                 |
| Danimarca              | 4                 |
| Finlandia              | 4                 |
| Francia                | 15                |
| Germania               | 16                |
| Grecia                 | 29                |
| Irlanda                | 2                 |
| Italia                 | 1                 |
| Messico                | 1                 |
| Norvegia               | 9                 |
| Nuova Zelanda          | 1                 |
| Paesi Bassi            | 7                 |
| Portogallo             | 3                 |
| Repubblica Ceca        | 21                |
| Regno Unito            | 2                 |
| Spagna                 | 4                 |
| Stati Uniti            | 1                 |
| Svezia                 | 1                 |
| Svizzera               | 18                |
| Ungheria               | 6                 |

### Classifiche di fine anno
| Classifica (2011) | Posizione |
| ----------------- | --------- |
| Australia         | 47        |
| Irlanda           | 10        |
| Nuova Zelanda     | 17        |
| Regno Unito       | 16        |
| Classifica (2012) | Posizione |
| Argentina         | 7         |
| Australia         | 3         |
| Belgio (Fiandre)  | 17        |
| Belgio (Vallonia) | 68        |
| Canada            | 3         |
| Danimarca         | 13        |
| Francia           | 46        |
| Giappone          | 75        |
| Irlanda           | 8         |
| Italia            | 12        |
| Nuova Zelanda     | 2         |
| Paesi Bassi       | 37        |
| Regno Unito       | 15        |
| Spagna            | 22        |
| Stati Uniti       | 5         |
| Svezia            | 29        |
| Svizzera          | 55        |